# 499 Venusia
Venusia (asteroide 499) é um asteroide da cintura principal com um diâmetro de 81,38 quilómetros, a 3,1534832 UA. Possui uma excentricidade de 0,2133457 e um período orbital de 2 931,58 dias (8,03 anos).
Venusia tem uma velocidade orbital média de 14,87611167 km/s e uma inclinação de 2,09083º.
Esse asteroide foi descoberto em 24 de Dezembro de 1902 por Max Wolf.